# Polyamidguss
Polyamidguss ist ein Verfahren, bei welchem innerhalb kürzester Zeit hochwertige Bauteile aus thermoplastischen Materialien entstehen. Als Basis dient ein generativ gefertigtes Urmodell, welches in Silikon abgeformt wird. In dieses Silikonwerkzeug wird ein Monomer, welches mit Füllstoffen, Additiven sowie Aktivator und Katalysator versetzt wurde, gegossen. Die Polymerisation erfolgt drucklos innerhalb weniger Minuten direkt im
Werkzeug. Die mit diesem Verfahren hergestellten Bauteile können als Funktionsprototypen oder Kleinserien zu einem Bruchteil der Kosten von spritzgegossenen Bauteilen eingesetzt werden. 
Gegenüber dem Vakuumgießen zeichnen sich die im PA-Gießverfahren gefertigten Kleinserien durch ein thermoplastisches Material mit seriennahen Werkstoffeigenschaften aus. Insbesondere bei hohen thermischen oder mechanischen Beanspruchungen werden Kleinserien aus ungefüllten oder gefüllten PA6 Material eingesetzt. 
Gegenüber dem Lasersinterverfahren zeichnen sich die im PA-Gießverfahren gefertigten Kleinserien durch eine gute Oberfläche, eine 100%ige Dichte sowie durch homogene und konstante Materialeigenschaften aus.

## Weblink
- Andreas Berkau: Polyamidguss contra Spritzguss – schnell und kostengünstig zum Kunststoffprototypen, in RTejournal  vom 15. Juli 2007, PDF: https://rtejournal.de/rte/article/view/2007_1/275